# Резник, Валерия Леонидовна
Валерия Леонидовна Резник (в девичестве Потёмкина; род. 15 июня 1985 года, Москва, СССР) — российская шорт-трекистка, мастер спорта международного класса. Участница зимних Олимпийских игр 2010 и 2014 годов. Серебряный призёр чемпионата Европы, 8-кратная чемпионка России (2010, 2011 - 500 м; 2008, 2009 - 3000 м; 2006-2008, 2010 - эстафета) и многократная призёр чемпионатов России (2008-2010 - многоборье; 2009, 2014 - 500 м; 2008, 2010, 2011 - 1000 м; 2007, 2010 - 1500 м; 2010 - 3000 м; 2005, 2011, 2013, 2014 - эстафета) и бронзовый (2004 - многоборье; 2010 - 500 м; 2005 - 1500 м; 2004, 2005 - 3000 м). Выступала за ЭШВСМ «Москвич» (Москва).

## Биография
Валерия Резник родилась в Москве, где и начала заниматься шорт-треком в возрасте 9-ти лет в СШОР "Москвич" у тренера высшей категории Юрия Евгеньевича Петрова. В 2002 году 16-летняя спортсменка дебютировала на чемпионате мира среди юниоров в Чхунчхоне и заняла 6-е место в эстафете, а в многоборье стала 31-й. В 2004 году на втором своём чемпионате мира среди юниоров в Пекине финишировала на 28-м месте в многоборье. В том же году вошла в состав национальной сборной России. В 2005 году на дебютном чемпионате мира в Пекине Валерия была 37-й в общем зачёте и 7-й в эстафете. 
За свою карьеру она шесть раз участвовала в чемпионатах Европы и на чемпионатах мира участвовала семь раз. С 2008 по 2010 года она становилась серебряным призёром чемпионатом России в многоборье.
В январе 2010 года на чемпионате Европы в Дрездене выиграла с командой серебряную медаль в эстафете. В феврале на зимних Олимпийских играх в Ванкувере в забеге на 500 метров Валерия не прошла квалификацию и не вышла в 1/4 финала, также, как и не пробилась в четвертьфинал в беге на 1000 метров. В марте на чемпионате России на отдельных дистанциях выиграла звание чемпионки страны на 500 метров. После домашнего чемпионата участвовала на чемпионате мира в Софии и заняла 17-е место в сумме многоборья.
В декабре 2010 года на чемпионате России по многоборью Валерия получила тяжёлые травмы головы на ледовой дорожке. 25-летняя спортсменка не справилась со скоростью на повороте и на полном ходу влетела в ограждение, ударившись сильно головой. Девушку доставили на скорой в больницу, где её обследовали. У неё оказалась закрытая черепно-мозговая травма, сотрясение мозга. Потёмкиной предложили госпитализацию, но девушка отказалась, сообщив медикам, что лечение пройдет в Москве. В марте 2011 года на чемпионате России в Смоленске она второй год подряд стала чемпионкой в забеге на 500 метров.
После сезона-2010/11 Потёмкина вышла замуж и родила дочку Стеллу. В декабре 2012 года вернулась в соревнованиям и уже 2013 была в составе сборной. В январе 2014 года на чемпионате Европы в Дрездене она участвовала только в эстафете и заняла 4-е место с командой. Валерия была членом олимпийской сборной России на зимних Олимпийских играх 2014 года и выступала на дистанции 500 метров, однако заняла только 23-е место. В забеге на 1500 метров она была дисквалифицирована в 1/4 финала за то, что толкнула француженку Вероник Пьеррон. В составе женской эстафеты Потёмкина также не прошла в финал. В итоге команда заняла 4-е место.
На чемпионате России 2014 года на дистанции 500 метров, уже под фамилией Резник выиграла серебряную медаль. Следом на чемпионате мира в Монреале она стала лучшей в женской команде. В мае 2015 года Валерия не была включена в основной состав сборной России тренерским штабом и сама отказалась тренироваться в составе команды. Она решила завершить карьеру спортсменки.

## Личная жизнь
Валерия Резник выпускница Российского государственного университета физической культуры. Она замужем, имеет двоих детей, дочку и младшего сына.